# Duttaphrynus himalayanus
Espèce
Synonymes
- Bufo melanostictus var. himalayanus Günther, 1864
- Bufo himalayanus Günther, 1864
- Bufo abatus Ahl, 1925
- Bufo cyphosus Ye, 1977

Statut de conservation UICN

 LC  : Préoccupation mineure
Duttaphrynus himalayanus est une espèce d'amphibiens de la famille des Bufonidae.

## Répartition
Cette espèce se rencontre entre 2 000 et 3 500 m d'altitude :
- dans l'Azad Cachemire au Pakistan ;
- dans le nord de l'Inde en Himachal Pradesh, au Meghalaya, en Arunachal Pradesh, au Sikkim, dans le nord du Bengale-Occidental, en Assam et au Manipur ;
- au Népal ;
- dans le nord du Bangladesh ;
- sur le versant Sud de l'Himalaya au Tibet et dans le nord-ouest du Yunnan en Chine.

Sa présence est incertaine au Bhoutan et en Birmanie.

## Description

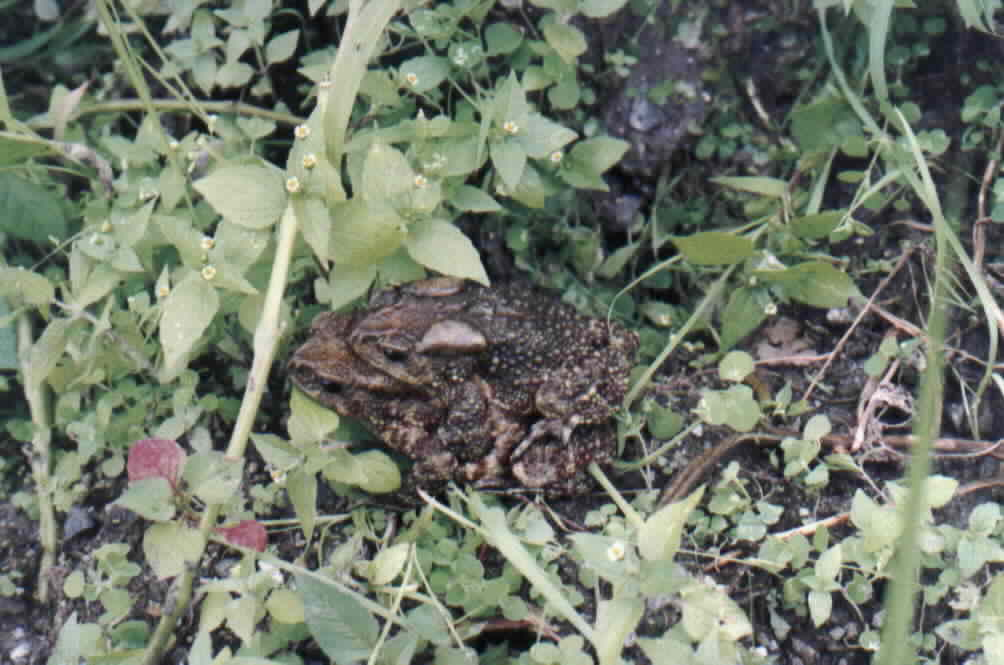
Duttaphrynus himalayanus

Duttaphrynus himalayanus mesure de 130 à 132 mm

## Étymologie
Son nom d'espèce lui a été donné en référence au lieu de sa découverte, l'Himalaya.

## Publication originale
- Günther, 1864 : The reptiles of British India, p. 1-452 (texte intégral).